# 浜多度津駅
浜多度津駅（はまたどつえき）は、香川県仲多度郡多度津町多度津にあった日本国有鉄道（国鉄）予讃本線の駅（貨物駅）である。1979年（昭和54年）に貨物支線が廃線となり、廃駅となった。

## 歴史
- 1889年（明治22年）5月23日：讃岐鉄道丸亀駅 - 琴平駅間の開通時に（初代）多度津駅として開業[1]。構内はスイッチバック配線であった。
- 1904年（明治37年）12月1日：讃岐鉄道が山陽鉄道と合併[2]。
- 1906年（明治39年）12月1日：山陽鉄道が国有化[2]。
- 1913年（大正2年）12月20日：多度津駅が現在地に移転。讃岐線（2代目）多度津駅 - 観音寺駅間開通。(初代）多度津駅の位置に浜多度津駅開業。貨物駅。貨物支線多度津駅 - 当駅間開業[1]。
- 1942年（昭和17年）
  - 4月1日：荷物取り扱い開始[1]。
  - 11月1日：荷物取り扱い廃止[1]。
- 1979年（昭和54年）7月1日：貨物支線廃止により廃駅となる[1]。線路は多度津工場への引込線として存続。

## 駅周辺
桜川の向こう岸に讃岐鉄道が設置した（初代）多度津駅跡と多度津工場がある。多度津港は北側、桃陵公園は南側にある。
- 桃陵公園 - 「一太郎やあい銅像」（軍国美談の1つ、『一太郎やあい』に登場する人物。本名は岡田梶太郎）がある。
- 香川県道21号丸亀詫間豊浜線
- 香川県道215号多度津港線
- 香川県道216号山階多度津線
- 多度津港
- 桜川

## 隣の駅
日本国有鉄道
予讃本線（貨物支線）
多度津駅 - （貨）浜多度津駅